# 圣柴诺堂 (比萨)

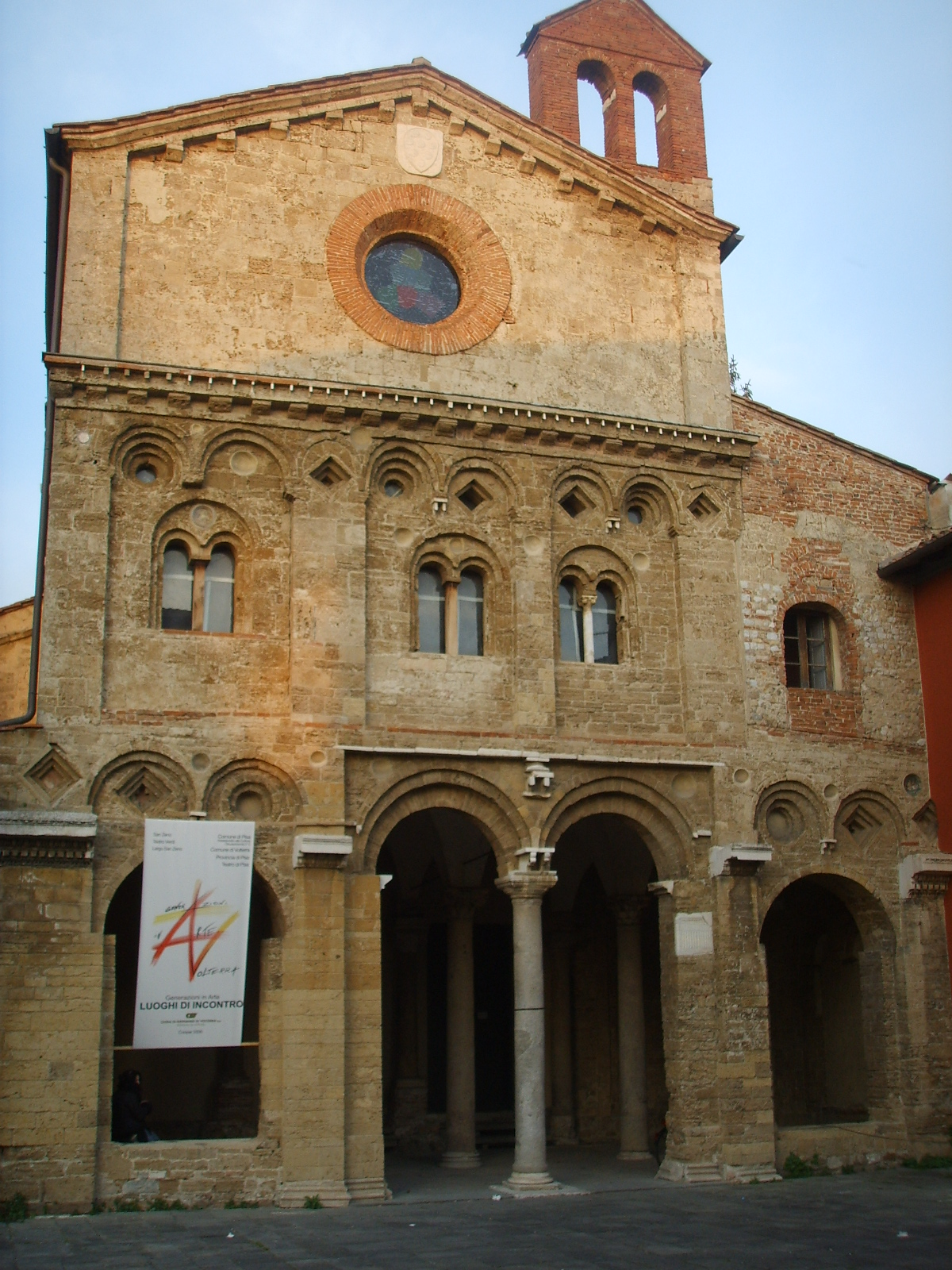
圣柴诺堂

圣柴诺堂（San Zeno）是意大利比萨的一座教堂以及原修道院。 
该堂自1029年见于记载，是一个修道院的一部分，在古代建筑物上兴建。并且，直到15世纪，它还设有一个医院。
该堂内部拥有古罗马柱子以及中世纪绘画的痕迹。